# Juan Bautista Topete

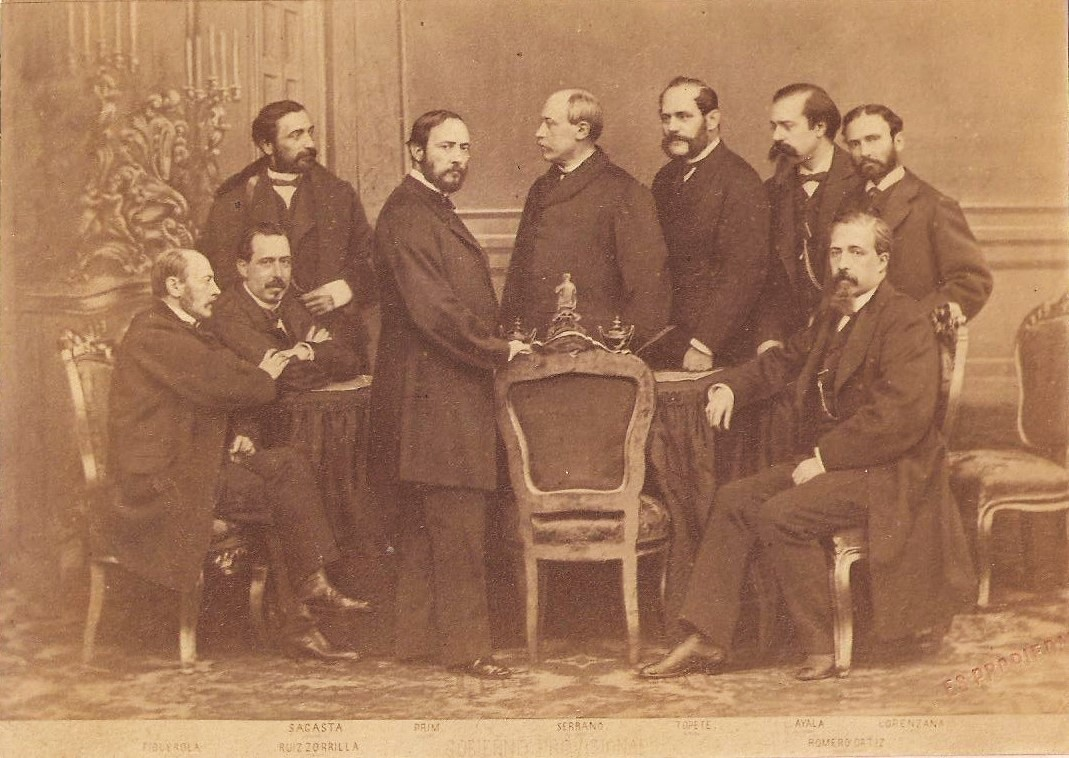
Governo Provvisorio, 1869. Da sinistra a destra: Figuerola, Ruiz Zorrilla, Sagasta, Prim, Serrano, Topete, López de Ayala, Lorenzana e Romero Ortiz (foto di J. Laurent)

Juan Bautista Topete (San Andrés Tuxtla, 24 maggio 1821 – Madrid, 27 ottobre 1885) è stato un militare e politico spagnolo, che aderì al partito dell'Unione liberale e fece parte del Governo provvisorio del 1868 in Spagna come Presidente del Consiglio dei ministri. Fu vice Ammiraglio della Real Marina militare spagnola ed eroe della Guerra del Pacifico.

## Biografia
Juan Bautista Topete y Carballo nacque a San Andrés Tuxtla (vedi Diocesi di San Andrés Tuxtla), appartenente al municipio di Tlacotalpan nello Stato di Veracruz nell'attuale Messico allora ancora per poco tempo dominio spagnolo. Era figlio di Juan Bautista Topete y Viaña, e di Clara Carballo Romay. Trascorse la sua infanzia con i suoi genitori a L'Avana.
Entrato giovane nella Marina militare fece presto carriera compiendo svariate missioni e partecipando alle guerre carliste.
Cominciò ad occuparsi di politica, aderendo al partito della Unione Liberale, dopo la sua brillante spedizione navale in Africa che gli valse la nomina di Comandante dell'arsenale de la Carraca di Cadice.
Nel 1862 fu eletto deputato a Cadice.
Partecipò nel 1864 alla campagna di Perù e Cile nell'ambito della cosiddetta Guerra del Pacifico e al suo rientro in Spagna fu nominato Comandante del porto di Cadice. Da questa posizione organizzò la sollevazione della Marina in accordo con i generali Juan Prim e Francisco Serrano diventando così uno dei tre principali artefici della Rivoluzione del 1868. Nel Governo provvisorio del 1868 fu Ministro della Marina, incarico da cui si dimise nel 1870 opponendosi all'insediamento di Amedeo I sul trono di Spagna. Accettò però la Presidenza del Consiglio ad interim. Durante la Prima Repubblica fu incarcerato per qualche giorno essendo contrario ai federalisti. Nel 1874 sotto la presidenza del suo amico generale Francisco Serrano ebbe di nuovo il Ministero della Marina.
Sotto la presidenza del generale Juan Prim prima e poi di Práxedes Mateo Sagasta tornò a occupare il Ministero di Oltremare. Nel 1879 si assoggettò a riconoscere il regime monarchico di Alfonso XII e nel 1881 fu nominato vice Ammiraglio. Fu contrario alla restaurazione borbonica.
Morì a Madrid all'età di 64 anni il 27 ottobre 1885.